# Ixodes nuttallianus
Ixodes nuttallianus är en fästingart som beskrevs av Schulze 1930. Ixodes nuttallianus ingår i släktet Ixodes och familjen hårda fästingar. Inga underarter finns listade i Catalogue of Life.